# Тријера
Тријера (изведено од лат. trirēmis, „са три банке весала”; стгрч. τριήρης , дословно „тровеслач”) је тип ратног брода у доба античке Грчке. У енглеском језику не постоји јасна диференцијација између грчких тријера и латинских трирема што доводи до забуне да се ради о истим типовима бродова. Међутим, ако боље погледамо, разлике и те како постоје.
Иако не постоје чврсти докази о тачној години њиховог појављивања на историјској сцени, према Тукидиду прва тријера изграђена је 704. п. н. е. у поморском граду-држави (полису) Коринту, предводнику грчког поморства и поморске трговачке експанзије старога доба. Овај тип брода заменио је дотадашње пентеконтере, тј. монере, ратне бродове са једним редом од 25 весала са сваке стране и са 50 веслача. Новину су чинила три реда весала са обе стране брода. По вертикали била су размештена три реда клупа са по једним веслачем по веслу на свакој од њих. Два реда веслача била су распоређена испод, а један на палуби тријере. Они су углавном били заштићени током борбе, док су у биткама учествовали само морнари-војници. Капетан брода управљао је његовим кретањем помоћу два весла на крми. Посаду тријере чинило је око 200 људи, од којих су 170 били веслачи. Поред пловидбе уз помоћ једра, које се задржало као главно погонско средство бродова до 19. века, тријере су пловиле на весла брзином и до 16 km на сат. Њихове релативно мале размере (дужина око 40 метара), што се може окарактерисати и као њихова мањкавост, биле су надокнађене великом покретљивошћу и маневарбилношћу за бродове тог времена. Слабе стране су представљали и њихова крхкост током бура и недостатак простора за спавање посаде. Главно оружје тријера били су јаки дрвени и метални кљунови на прамцу којима би се током битке покушавали зарити у непријатељски брод. Ипак је најпопуларније средство поморског ратовања тада, као и касније, био абордаж.
Ускоро су и друге државице на копну и на острвима почеле градити тријере, чиме се грчка поморска снага повећала, састојећи се искључиво од ових снажних бродова. Превласт је преузела град-држава Атина и држала је читаво време током великих поморских ратова с врло позитивним утицајем на снагу и способност грчке флоте.
Триреме нису ефективно коришћене у поморским биткама све до 525. п. н. е., када је, према Херодоту, владар Самоса Поликрат упутио флоту од 40 тријера у инвазију Египта као савезник персијског краља Камбиза II. Код неких историчара постоје неслагања око овог податка с обзиром да се на почетку владавине Поликрата помиње флота од 100 пентеконтера, а онда одједном постоји флота од 40 тријера. Таква технологија изградње довела би у питање револуционарност у бродоградњи Атињана који су у то време ипак били далеко испред других.
Постоје, међутим, подаци о још ранијем укључивању тријера у поморске операције. Наиме, Херодот помиње да је још египатски фараон Нехо II (610-595. године п. н. е) градио тријере на Нилу, за пловидбу по Медитерану и на Црвеном мору за пловидбу у Индијском океану. С обзиром на блиске везе овог фараона са Грчком, а посебно Коринтом, и ако су Коринћани заиста први поринули тријере у море, није немогуће да су и Египћани овладали њиховом изградњому у то време.
Сходно томе, сачувани примерак атичке грнчарије, који датира из периода између 735. и 710. п. н. е., садржи слику брода са три реда весала, с тим што горњи ред није запоседнуд веслачима. Сматра се да слика представља рани примерак, можда чак и прототип тријере.
Још увек се са сигурношћу не може рећи која је од ових теорија увођења тријера у ратну употребу ближа истини и истраживања се настављају.
Почетком 5. века п. н. е. започели су тешки ратови са Персијом који су трајали више од 200 година. Грчка флота је изграђена у последњи час. У то време су забележене и прве велике комбиноване копнено-поморске операције у историји ратовања, а ратне флоте и поморске битке играле су у тим ратовима значајну улогу. Тријере су биле главна снага ратних морнарица Медитерана између 7. и 4. века пре наше ере. Свој врхунац досегле су у бици код Саламине 480. п. н. е., највећој и најславнијој поморској бици античког доба.

## Реконструкција „Олимпијаса“
Бродоградитељи у Пиреју су у периоду од 1985. до 1987. године, финансирани од стране Френка Велша (Frank Welsh) (банкара из Сафока, писца и ентузијасте за тријере), потпомогнути саветима историчара Ј. С. Морисона (J.S.Morrison) и инжењера бродоградње Џона Ф. Коутса (John F. Coates) – који је са Велшом основао „Тријера фондацију“ која је иницирала и руководила пројектом, и на основу информација и доказа подводне археологије, изградили реконструкцију атинске тријере „Олимпијас“ ("Olympias").
С посадом од 170 веслача – добровољаца, међу којима је било и жена, „Олимпијас“ је 1988. године пловећи праволинијски постигао брзину од 9 чворова (17 km на сат). Ови резултати, постигнути од стране неискусне посаде, показали су да антички писци нису претеривали у вези перформанси тријера. Наиме, „Олимпијас“ је био у стању да направи заокрет од 180 степени за само једну минуту и то у луку не ширем од две и по дужине брода. Сличне пловидбе организоване су 1987, 1990, 1992. и 1994. године. Године 2004. „Олимпијас“ је коришћен за превоз олимпијског пламена од луке Керецини до Пиреја у завршном делу церемоније доношења бакље са олимпијским пламеном на летње Олимпијске игре у Атини.
Градитељи реконструисане тријере успели су да докажу супротно ономе у шта се сумњало, а то је да је у атинским тријерама посада била размештена у три нивоа тако да је постизан оптимум искоришћености њених димензија. Међутим, с обзиром да су данашњи просечни људи за 6 cm виши од античких Грка, а да је контрукција пловила пратила прецизне димензије свог античког претходника, дошло је до немогућности да модерна посада „Олимпијаса“ пружи свој максимум ефикасности. Све то објашњава зашто је антички брзински рекорд остао ненадмашен.

## Посада
Укупни комплемент (плерома) брода је био око 200. Они су били подељени на 170 веслача (еретај), који су давали покретачку снагу брода, посаду палубе на челу са тријерархом и одред маринаца. За посаду атинских тријера, бродови су били продужетак њихових демократских уверења. Богати и сиромашни веслали су једно поред другог. Виктор Дејвис Хансон тврди да је ово „служило ширем грађанском интересу акултурације хиљада људи док су радили заједно у скученим условима и под страшним околностима.“
Током Пелопонеског рата, било је неколико варијација типичног распореда посаде тријера. Један је био драстично смањен број веслача, да би се брод користио за транспорт трупа. Транитеси би веслали са горњих клупа, док би остатак простора, испод, био испуњен хоплитима. У другој варијанти, Атињани су користили 10-ак тријера за превоз коња. Такви тријери су имали 60 веслача, а остатак брода био је за коње.
Тријера је дизајнирана за једнодневна путовања, без могућности да остане на мору преко ноћи или да носи намирнице потребне за издржавање посаде преко ноћи. Сваком члану посаде је било потребно 2 галона (7,6 л) свеже воде за пиће да би остао хидриран сваког дана, али је непознато како је то складиштено и дистрибуирано. То је значило да су сви људи на броду зависили од копна и народа где год би се искрцали сваке ноћи за залихе. Понекад би то подразумевало путовање и до осамдесет километара да би се набавиле намирнице. У Пелопонеском рату, насукана атинска флота је више пута затечена неспремна док је тражила храну (битка код Сиракузе и битка код Егоспотамија). Посећени градови, који су одједном морали да обезбеде залихе за велики број морнара, обично се нису противили додатном послу, иако су они који су били задужени за флоту морали да пазе да им не исцрпе ресурсе.

### Тријерарх
У Атини је капетан брода био познат као тријерарх (triērarchos). Он је био богати атински грађанин (обично из класе пентакосиомедимноја), одговоран за попуњавање, опремање и одржавање брода најмање током своје литургијске године; сам брод је припадао Атини. Triērarchia је била једна од литургија древне Атине; иако је то пружало велики престиж, представљало је велики финансијски терет, тако да су у 4. веку тај статус често делила два грађанина, а после 397. п. н. е. додељивана је посебним одборима.

### Палубна посада
Палубну и командну посаду (hypēresia) предводио је кормилар, kybernētēs, који је увек био искусан поморац и често је био командир брода. Ови искусни морнари су се налазили на горњим нивоима тријера. Остали официри су били стражар на прамцу (prōreus или prōratēs), боцман (keleustēs), интендант (pentēkontarchos), бродски мајстор (naupēgos), гајдаш (aulētēs), који је давао ритам веслача и два надгледника (toicharchoi), задужена за веслаче са сваке стране брода. Оно што је чинило искуство ових морнара била је комбинација супериорне вештине веслања (физичка издржљивост и/или доследност у ударима пуним ударцем) и претходног борбеног искуства. Морнари су вероватно били у својим тридесетим и четрдесетим годинама. Поред тога, било је десет морнара који су руковали јарболима и једрима.

## Галерија
- Rimska trijera
- Цртеж тријере из шведске енциклопедије Nordisk familjebok